# Andy Greenberg
Andy Greenberg es un periodista dedicado al mundo de la tecnología; en especial, en la seguridad de la información y las libertades civiles digitales. Vive en Brooklyn, Nueva York, con su esposa Malika Zouhali-Worrall.

## Trabajos
Trabaja como escritor sénior para Wired. Había trabajado como redactor de Forbes.
En 2012 publica el libro Esta máquina mata secretos, en Penguin Group.
Su historia para Forbes sobre WikiLeaks y el futuro de las fugas de información de 2010 fue el primer artículo de la revista sobre Julian Assange. En 2013, se convirtió en el único periodista en entrevistar al administrador del secreto del mercado negro de Silk Road, Ross William Ulbricht. En 2015 participó en el documental Web profunda sobre la Internet profunda.
En julio de 2015 su artículo sobre Charlie Miller y Chris Valasek sobre el hackeo de un Jeep Cherokee provocó que Chrysler llamara a revisión de 1.4 millones de vehículos Un día después del artículo se presentó un proyecto de ley en el Senado de los Estados Unidos para la búsqueda de un estándar para proteger los coches frente a los hackers.

## Premios
Su primer libro, Esta máquina mata secretos (en inglés This Machine Kills Secrets), fue seleccionado como "Elección del editor" en 2012 por The New York Times Book Review.
En 2013, su artículo para Forbes "Meet The Hackers Who Sell Spies The Tools To Crack Your PC (And Get Paid Six-Figure Fees)" ganó el premio de los Security Bloggers Network de "The Single Best Blog Post of the Year" 
En 2014 fue nominado junto con Ryan Mac para el premio 'Gerald Loeb' por su artículo en Forbes "Big Brother's Brain.". El mismo año, fue nombrado por el SANS Institute como el primer ganador del premio al más importante periodista sobre ciberseguridad .